# أداجيو إن صول مينور

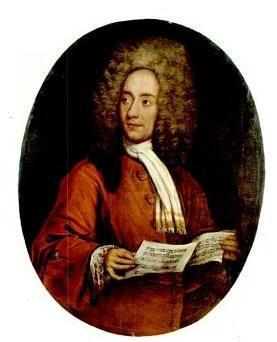

أداجيو إن صول مينور أو أداجيو في سلم صول الصغير تعتبر المقطوعة الموسيقية المعروفة باسم (اداجيو) للكمان والآلات الوترية والأرغن منظومة موسيقية من أسلوب الباروك الجديد، وهي مستوحاة من المؤلف الموسيقي الكبير تومازو ألبينوني الذي عاش في فينسيا في القرن ال18. ورغم أن الكثير ينسبونها إلى ألبينوني، إلا أنها من تأليف الباحث الموسيقي ريمو جيازوتو، وهو كاتب سيرة حياة ألبينوني.

## التوزيع الموسيقي
عادة ما توزع المقطوعة على مجموعة تضم الآلات الوترية والأرغن، أو على مجموعة من الآلات الوترية فقط، ولكن نظراً لما حقته من شهرة فمن الشائع توزيعها على آلات موسيقية أخرى. وقد وزع المايسترو الإيطالي إنو سافينا (1904 – 1995) الاداجيو على فرقة أوركسترا وقاد الفرقة بنفسه، كما حصل في أوسترافا مع فرقة ياناسيك الفلهارمونية في عام 1967 (وهي الحفلة التي نشرت على أسطوانات مدمجة بعنوان "إنو سافيني").

## في الموسيقا الشعبية
دخلت هذه المقطوعة مجال الثقافة الشعبية، واستخدمت في الموسيقا التصويرية في عدة أفلام سينمائية، منها "غاليبولي"، كما استخدمت في العديد من الإعلانات والبرامج التلفزيونية.

### إصدارات أخرى
- أداجيو (لارا فابيان)